# Skynet 5B
Skynet 5B – brytyjski wojskowy geostacjonarny satelita telekomunikacyjny serii Skynet, wyniesiony na orbitę 14 listopada 2007. Służy do przekazywania łączności i danych na potrzeby sił zbrojnych Wielkiej Brytanii, NATO i ich sojuszników. Umieszczony nad równikiem na długości geograficznej 53° E. Przewidywany czas pracy to 15 lat.
Satelita został zbudowany przez EADS Astrium, na uniwersalnej platformie Eurostar E3000. Ogniwa słoneczne o rozpiętości 34 m będą wytwarzały pod koniec misji ponad 6 kW energii elektrycznej.